# فرودگاه بهاولپور
فرودگاه بهاولپور (به انگلیسی: Bahawalpur Airport) (به زبان بومی: Sheikh Rashid Airport) یک فرودگاه همگانی با کد یاتا BHV است که یک باند فرود آسفالت دارد و طول باند آن ۲۸۴۸ متر است. این فرودگاه در شهر بهاولپور، پاکستان کشور پاکستان قرار دارد و در ارتفاع ۱۱۹ متری از سطح دریا واقع شده‌است.

## شرکت‌های هواپیمایی و مقصدهای پروازی
| شرکت‌های هواپیمایی            | مقصدهای پروازی                                      |
| ---------------------------- | --------------------------------------------------- |
| Pakistan Aviators & Aviation | چارتر: اقبال لاهوری                                 |
| هواپیمایی بین‌المللی پاکستان  | بینظیر بوتو، جناح، اقبال لاهوری فصلی: ملک عبدالعزیز |